# Electric Side
Albums de Biréli Lagrène
Just The Way You Are
(2007) Gipsy Trio
(2009)
Electric Side est un album du Biréli Lagrène qui voit le guitariste retourner au jazz fusion.

## Description
Après plusieurs années consacrées à son Gipsy Project, Lagrène revient à la musique qu’il avait pratiquée notamment avec Jaco Pastorius dans les années 80, le jazz fusion. Il s’entoure pour l’occasion de jeunes talents comme le bassiste Hadrien Féraud ou le batteur Damien Schmitt. Les compositions sont quasiment toutes issues de deux précédents albums du guitariste, Inferno (1988) et Foreign Affairs (1989),,.

## Titres
Toute la musique est composée par Biréli Lagrène sauf indication.
| 1.    | Hips            |                 | 5:40 |
| 2.    | Incertitude     | Babik Reinhardt | 4:55 |
| 3.    | Thimothée       |                 | 9:21 |
| 4.    | Jack Rabbit     | Herbie Hancock  | 2:33 |
| 5.    | Clair Obscur    | Hadrien Féraud  | 4:37 |
| 6.    | Foreign Affairs |                 | 8:06 |
| 7.    | Josef           |                 | 7:12 |
| 8.    | Berga           |                 | 7:41 |
| 9.    | Hips House      |                 | 7:48 |
| 57:49 |                 |                 |      |

## Musiciens
- Biréli Lagrène – Guitares
- Franck Wolf – Saxophones soprano et ténor
- Damien Schmitt – Batterie
- Hadrien Féraud - Basse
- Michael Lecoq - Claviers
- Andy Narell – Steelpans
- DJ Afro Cut-Nanga « Yassine Daulne » – DJ, platines, samples, FX